# Эклиптика

Эклиптика и экватор на небесной сфере

Экли́птика (от лат. (linea) ecliptica, от др.-греч. ἔκλειψις — затмение) — большой круг небесной сферы, по которому происходит видимое с Земли годичное движение Солнца относительно звёзд. Видимое с Земли путешествие Солнца по эклиптике и зодиакальным созвездиям происходит с запада на восток, что противоположно суточному видимому движению Солнца с востока на запад. Соответственно, плоскость эклиптики — это плоскость обращения Земли вокруг Солнца (плоскость земной орбиты). Современное, более точное определение эклиптики — сечение небесной сферы плоскостью орбиты обращения вокруг Солнца барицентра системы Земля — Луна.
Все известные планеты Солнечной системы и большинство других тел в ней движутся вблизи плоскости эклиптики в том же направлении, что и Земля. Созвездия, лежащие в плоскости эклиптики, называются зодиакальными созвездиями. Плоскость эклиптики является фундаментальной плоскостью эклиптической системы координат, в которой координаты светила выражаются эклиптической широтой и эклиптической долготой.

## Этимология
Название «эклиптика» (греч. ἐκλειπτική — затменная [линия]) связано с известным с древних времён фактом, что солнечные и лунные затмения происходят только тогда, когда Луна находится вблизи точек пересечения своей орбиты с эклиптикой. Эти точки на небесной сфере носят название лунных узлов. Период их обращения по эклиптике, равный примерно 18 годам, называется саросом, или драконическим периодом.

## Видимое движение Солнца

Движение Земли вокруг Солнца приводит к тому, что кажущееся положение Солнца среди неподвижных звёзд меняется.

В первом приближении Земля движется по плоской орбите вокруг Солнца. Однако, из-за того, что орбита Луны наклонена относительно эклиптики, а Земля вращается вокруг барицентра системы Луна — Земля, истинное Солнце не всегда находится точно на эклиптике, а может отклоняться на несколько секунд дуги. Возмущения от других планет, а также положение наблюдателя на поверхности Земли также может влиять на видимое положение Солнца.
Но даже без учёта этого Солнце движется по эклиптике неравномерно. Орбита Земли не круговая, и, следовательно, угловые скорости движения Земли вокруг Солнца отличаются в разные моменты времени. В среднем, Солнце проходит по эклиптике порядка 1° за сутки на восток, а средние солнечные сутки длятся 24 часа, в отличие от звёздных, длящихся 23 часа 56 минут.

## Эклиптика и небесный экватор

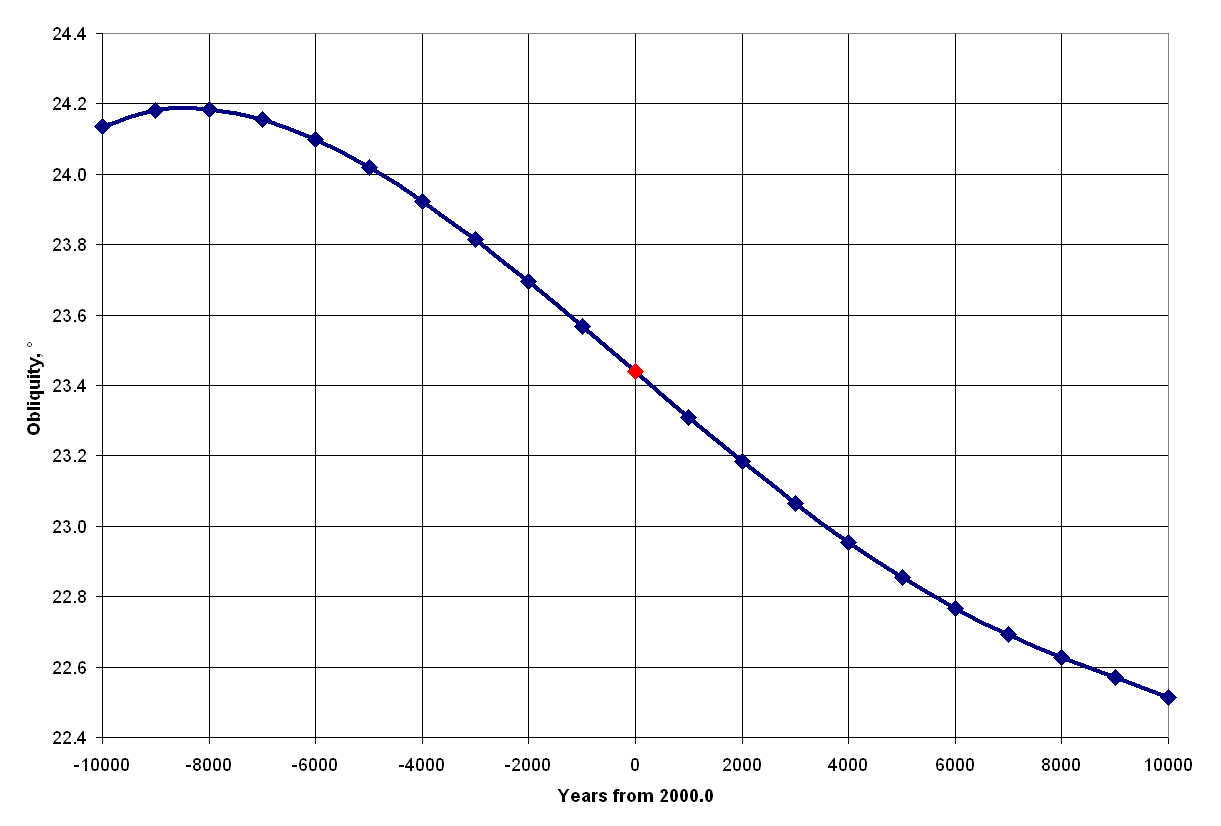
Угол между экватором и эклиптикой в период 20 000 лет. Красная точка соответствует 2000 году.

Плоскости эклиптики и экватора не совпадают, и на данный момент угол между ними составляет 23°26’. По этой причине склонение Солнца меняется в течение года, и, следовательно, происходит смена времён года.
Эклиптика и небесный экватор пересекаются в двух точках небесной сферы: точках весеннего и осеннего равноденствия. Из-за прецессии положение небесного экватора (а в месте с ним и точек равноденствия) меняется с периодом в 26 000 лет. Угол между экватором и эклиптикой также непостоянен: за последние 5 миллионов лет из-за прецессии он менялся в диапазоне от 22,0° до 24,5°.
По данным Астрономического Альманаха 2010 года угол между экватором и эклиптикой приближённо описывается формулой:
{\displaystyle \varepsilon =23^{\circ }26'21.406''-46.815''T-0.0001831''T^{2}+0.00200340''T^{3}-5.76''\cdot 10^{-7}T^{4}-4.34''\cdot 10^{-8}T^{5},}
где T — количество столетий, прошедших с эпохи J2000.0. Эта формула достаточно точна лишь для временного диапазона в несколько столетий и учитывает влияние только прецессии, но не нутации.

## Плоскость Солнечной системы

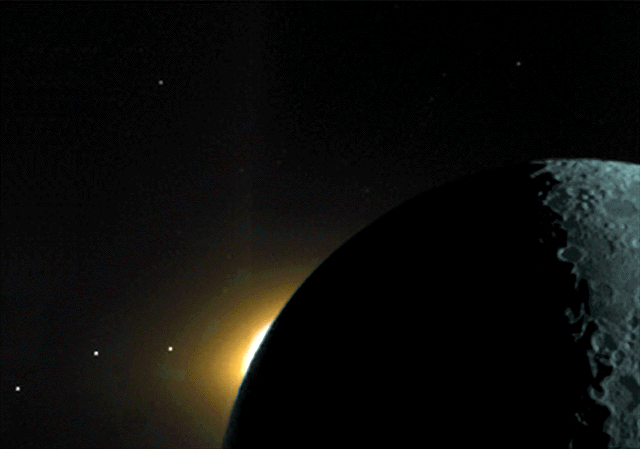
Плоскость эклиптики хорошо можно проследить на этом изображении, полученном в 1994 году с искусственного спутника Луны «Клементина». На снимке изображены (справа налево) Луна, освещённая Землёй, блики Солнца, восходящего над тёмной частью поверхности Луны, и планеты Сатурн, Марс и Меркурий (три точки в нижнем левом углу)

Большинство объектов Солнечной системы вращаются вокруг Солнца близко к плоскости эклиптики в одном направлении. Это объясняется тем, что Солнечная система сформировалась из протопланетного диска, плоскость которого является инвариантной плоскостью: она не совпадает с плоскостью эклиптики, но близка к ней.

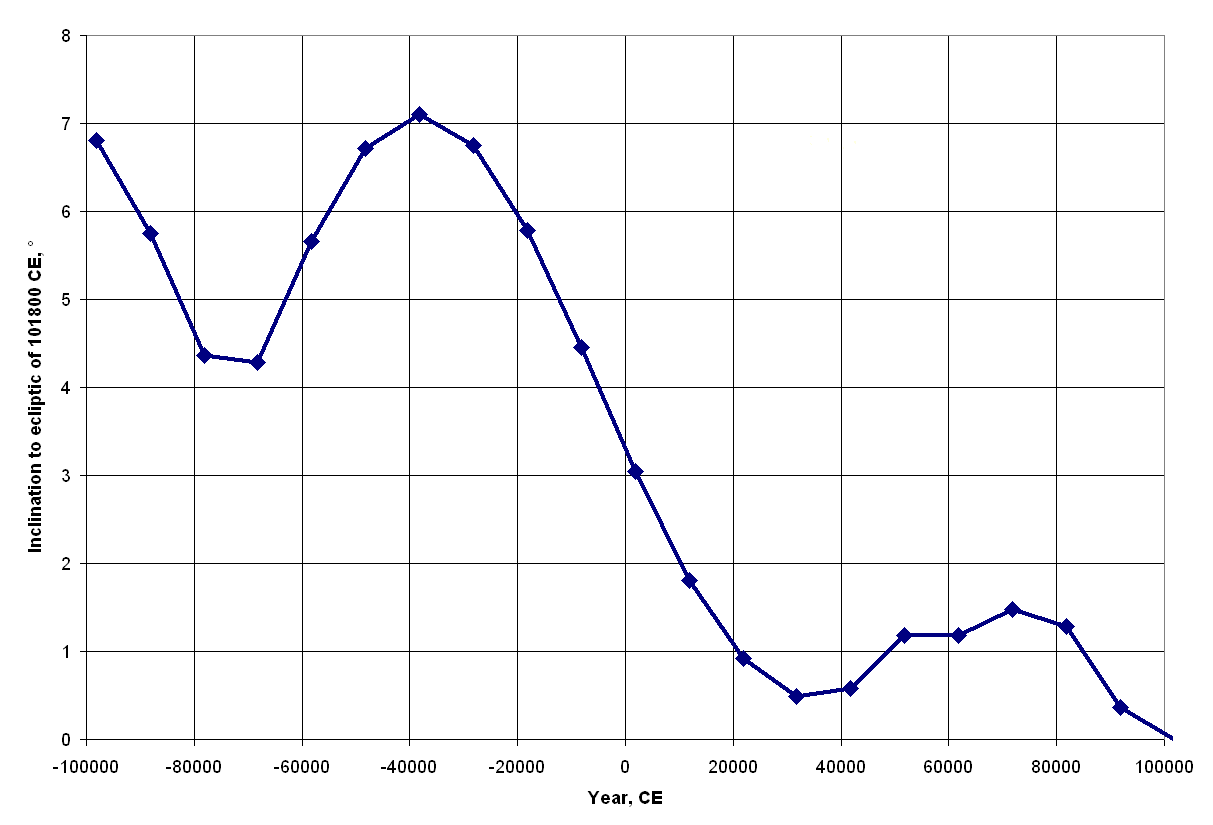
Угол между плоскостью эклиптики на дату и плоскостью эклиптики на 101 800 год нашей эры.

Инвариантная плоскость определяется суммой моментов импульсов, более 60 % вклада в которую вносит движение Юпитера по орбите.
На эпоху J2000.0 угол между этими плоскостями составляет 1,57°. Инвариантная плоскость по определению неподвижна, а эклиптика может менять своё положение, хотя и гораздо медленнее, чем плоскость экватора. Несмотря на это, точное положение инвариантной плоскости трудноопределимо, поэтому гораздо чаще используется плоскость эклиптики.

## Эклиптика в литературе
У Станислава Лема в «Рассказе Пиркса» (из цикла «Рассказы о пилоте Пирксе») плоскость эклиптики является запрещённой для космических кораблей зоной, но пилоту Пирксу в силу ряда обстоятельств приходится в ней лететь. Именно поэтому ему удаётся увидеть давно погибший инопланетный корабль, принесённый в плоскость эклиптики внесистемным метеоритным роем.